# Charles-Emmanuel de Hesse-Rheinfels-Rotenbourg
Ne doit pas être confondu avec Charles de Hesse-Rheinfels-Rotenbourg.
Charles-Emmanuel de Hesse-Rheinfels-Rotenbourg (en allemand : Karl Emanuel von Hessen-Rheinfels-Rotenburg), né le 5 juin 1746 à Lagenschwalbach et mort le 23 mars 1812 à Francfort est landgrave de Hesse-Rheinfels-Rotenbourg de 1778 à 1812, duc de Ratibor, prince de Corvey.

## Famille
Fils de Constantin de Hesse-Rheinfels-Rotenbourg et d'Éléonore de Löwenstein-Wertheim, le prince est un neveu et le filleul du roi Charles-Emmanuel III de Sardaigne.  
En 1771, Charles-Emmanuel de Hesse-Rheinfels-Rotenbourg épouse Léopoldine de Liechtenstein (1754-1823), (fille du prince François-Joseph Ier de Liechtenstein) et de Marie-Léopoldine von Sternberg, son épouse.
Deux enfants sont nés de cette union :
- Victor-Amédée de Hesse-Rheinfels-Rotenburg, dernier landgrave de Hesse-Rheinfels-Rotenbourg

- Marie-Adélaïde-Clotilde de Hesse-Rheinfels-Rotenbourg (1787-1869), qui épouse en 1811 le prince Charles-Auguste de Hohenlohe-Bartenstein (1788-1844)

Le prince Charles-Emmanuel de Hesse-Rheinfels-Rotenbourg fut l'avant-dernier landgrave de Hesse-Rheinfels-Rotenbourg. Il appartient à la lignée des Hesse-Rheinfels-Rotenbourg; cette quatrième branche étant issue de la première branche de la Maison de Hesse, elle-même issue de la première branche de la Maison de Brabant. La lignée de Hesse-Rheinfels-Rotenbourg s'éteignit en 1834 avec Victor-Amédée de Hesse-Rheinfels-Rotenburg et le titre de prince de Corvey et de duc de Ratibor fut transmis à son neveu le prince Victor de Hohenlohe-Schillingsfürst.